# 3431 Nakano
3431 Nakano este un asteroid din centura principală, descoperit pe 24 august 1984 de Tsutomu Seki.